# Laundry Service
Laundry Service je první anglicky zpívané album kolumbijské zpěvačky Shakiry. Vydáno bylo roku 2001. Ve své éře se jej po celém světě prodalo přes 13 milionů kopií, do dnešního dne se pak počet celosvětově prodaných kusů vyšplhal na 20 milionů. Toto album vyšlo nazpívané i ve španělštině pod názvem Servicio de Lavandería.

## O albu
Shakira, Kolumbijka libanonského původu, si ze svého rodného města Barranquilla odnesla jedinečnou kombinaci rytmů. V Latinské Americe proslula jako interpret žánru alternativní rock. V roce 1998 se objevila ve studiu Emilia Estefana ve snaze najít širší publikum. Estefan později řekl: ”U Shakiry jsem rozpoznal velký talent, je to nesmírně nadané děvče. Umí se hýbat, skvěle zpívá a dokáže i komponovat.“ Estefan hledal pro Shakiru specifickou hudbu a našel ji v jejích libanonských kořenech. Skladba Ojos Así se stala stěžejní písničkou Shakiry, taková zvuková koláž byla velice ojedinělá, nesmírně dynamická, rozbila běžnou formu. Před vstoupením Shakiry na popovou scénu platilo, že každý přesahový umělec je multikulturní a dvojjazyčný. Ovšem mladá kolumbijská hvězda nemluvila anglicky a bylo pro ni poněkud složité celosvětově se prosadit. Skladba Whenever, Wherever, na níž se autorsky podílela Gloria Estefan, znamenala pro Shakiru totéž, co Livin' la Vida Loca pro Rickyho Martina. Z alba Laundry Service se stala mezinárodní senzace, která ze Shakiry udělala světově uznávanou hvězdu.
Ačkoli Laundry Service je primárně pop rockové album, čerpá vlivy z různých hudebních žánrů. Album je velmi ovlivněno prvky arabské hudby a hudby Středního východu, které měly velký vliv na i předchozí album (vydané pouze ve španělštině) ¿Dónde están los ladrones?. Je to znát především v písni Eyes Like Yours (Ojos Así).
Album vyšlo dne 13. listopadu 2001 současně v řadě zemí po celém světě, včetně Austrálie, Francie, Itálie, Švýcarska a Spojených států. V latinskoamerických zemích jako Mexiko vyšla 1. ledna 2002 verze nazpívaná ve španělštině jako Servicio de Lavanderia. Ve Spojeném království bylo album vydáno 11. března 2002. Dne 12. listopadu 2002 byla vydána limitovaná edice s nazvaném Laundry Service: Washed and Dried. Tato edice vyšla ve třech verzích.

## Singly
Skladba Whenever, Wherever byla zvolena jako úvodní singl, který samostatně vyšel na začátku října 2001. Píseň byla komerčně velmi úspěšná, v mnoha zemích se vyšplhala na první příčku hitparád – v Austrálii, Rakousku, Francii, Německu, Itálii a dalších více než 14 zemích po celém světě. V USA se jednalo o první singl Shakiry, který vstoupil do hitparády Billboard Hot 100, kde se vyšplhal na šestou příčku. Bylo to její nejvyšší umístěni v teto hitparádě až roku 2006, kdy píseň Hips Don't Lie obsadila rovnou 1. místo. Ve Velké Británií se singl umístil na 2. příčce.
Druhý singl Underneath Your Clothes (vydán samostatně v květnu 2002) se stal v mnoha zemích top-ten hitem, v Austrálii, Rakousku a Belgii získal ocenění platinová deska. V dalších zemích se umístil v první pětce žebříčku. V žebříčku Billboard Hot 100 se umístil na 9. místě a ve Velké Británii na 3. příčce.

## Po vydání
V rámci propagace alba Laundry Service Shakira v letech 2002 až 2003 putovala po celém světě se svým Tour of the Mongoose. Album debutovalo na 3. příčce žebříčku Billboard 200 s 200 000 prodanými kusy za první týden prodeje v USA. Za album Laundry Service nasbírala Shakira celou řadu různých ocenění. Postoj kritiků k albu byl smíšeny. Komerční úspěch alba vedl k tomu že Shakira se stala jedním z nejúspěšnějších latinskoamerických crossover umělců všech dob.

## Seznam skladeb
| Standard edition | Standard edition                                 | Standard edition       | Standard edition |
| Pořadí           | Název                                            | Hudba                  | Délka            |
| ---------------- | ------------------------------------------------ | ---------------------- | ---------------- |
| 1.               | Objection (Tango)                                | Shakira, Lester Mendez | 3:44             |
| 2.               | Underneath Your Clothes                          | Shakira, Lester Mendez | 3:45             |
| 3.               | Whenever, Wherever                               |                        | 3:16             |
| 4.               | Rules                                            |                        | 3:40             |
| 5.               | The One                                          |                        | 3:43             |
| 6.               | Ready for the Good Times                         |                        | 4:14             |
| 7.               | Fool                                             |                        | 3:51             |
| 8.               | Te Dejo Madrid                                   |                        | 3:07             |
| 9.               | Poem to a Horse                                  |                        | 4:09             |
| 10.              | Que Me Quedes Tú                                 |                        | 4:48             |
| 11.              | Eyes Like Yours (Ojos Así)                       |                        | 3:58             |
| 12.              | Suerte (Whenever, Wherever)                      |                        | 3:16             |
| 13.              | Te Aviso, Te Anuncio (Tango) (Objection (Tango)) |                        | 3:43             |
| Celková délka:   | Celková délka:                                   | Celková délka:         | 49:14            |

| Servicio de Lavandería – Latin America and Spain edition | Servicio de Lavandería – Latin America and Spain edition | Servicio de Lavandería – Latin America and Spain edition |
| Pořadí                                                   | Název                                                    | Délka                                                    |
| -------------------------------------------------------- | -------------------------------------------------------- | -------------------------------------------------------- |
| 1.                                                       | Suerte                                                   |                                                          |
| 2.                                                       | Underneath Your Clothes                                  |                                                          |
| 3.                                                       | Te Aviso, Te Anuncio (Tango)                             |                                                          |
| 4.                                                       | Que Me Quedes Tú                                         |                                                          |
| 5.                                                       | Rules                                                    |                                                          |
| 6.                                                       | The One                                                  |                                                          |
| 7.                                                       | Ready for the Good Times                                 |                                                          |
| 8.                                                       | Fool                                                     |                                                          |
| 9.                                                       | Te Dejo Madrid                                           |                                                          |
| 10.                                                      | Poem to a Horse                                          |                                                          |
| 11.                                                      | Eyes Like Yours                                          |                                                          |
| 12.                                                      | Whenever, Wherever                                       |                                                          |
| 13.                                                      | Objection (Tango)                                        |                                                          |

| Laundry Service: Washed and Dried – Limited edition bonus tracks | Laundry Service: Washed and Dried – Limited edition bonus tracks | Laundry Service: Washed and Dried – Limited edition bonus tracks |
| Pořadí                                                           | Název                                                            | Délka                                                            |
| ---------------------------------------------------------------- | ---------------------------------------------------------------- | ---------------------------------------------------------------- |
| 14.                                                              | Whenever, Whereve (Sahara mix)                                   | 3:58                                                             |
| 15.                                                              | Underneath Your Clothes (Acoustic version)                       | 3:57                                                             |
| 16.                                                              | Objection (Tango) (Afro-Punk version)                            | 3:54                                                             |

| Laundry Service: Washed and Dried – Limited edition DVD | Laundry Service: Washed and Dried – Limited edition DVD | Laundry Service: Washed and Dried – Limited edition DVD |
| Pořadí                                                  | Název                                                   | Délka                                                   |
| ------------------------------------------------------- | ------------------------------------------------------- | ------------------------------------------------------- |

## Hudebníci a producenti
| - Shakira - zpěv, harmonika; producentka, písničkářka, hudební aranžérka, logo designérka - Emilio Estefan Jr. – Výkonný producent; perkuse - Terry Manning – Produkce Inženýr - Javier Garza – producent, produkce inženýr, mixování, aranžmá - Tim Mitchell – producent, aranžmá, kytara, mandolína, programování - Lester Mendez – producer, arranger, horn arranger, keyboards - Pablo Flores – producer, arranger, programmer - Luis Fernando Ochoa – arranger, guitar, keyboards - Jorge Calandrelli – arranger, piano arranger - David Campbell – conductor, string arranger - Alfred Figueroa – engineer - Kevin Dillon – production coordinator - Steven Menezes – studio coordinator | - Adam Zimmon – guitar - Tim Pierce – guitar - Brian Ray – guitar - Paul Bushnell – basová kytara - Julio Hernandez – basová kytara - Pablo Aslan – acoustic bass - Brendan Buckley – bicí, perkuse - Joseph Quevedo – bicí, perkuse - Abraham Laboriel – bicí - Abe Laboriel, Jr. – bicí - Edwin Bonilla – perkuse - Richard Bravo – perkuse - Archie Pena – perkuse |